# Liste der kryptologischen Konferenzen
Die Liste der kryptologischen Konferenzen führt die wichtigsten regelmäßig stattfindenden Konferenzen oder Workshops im Bereich der Kryptologie auf. Die aktuellen Daten werden von den jeweiligen Veranstaltern veröffentlicht.

## Listen

### Von der IACR (International Association for Cryptologic Research) organisiert
- CRYPTO (seit 1981)
- EUROCRYPT (seit 1982)
- ASIACRYPT (seit 1991)
- Fast Software Encryption FSE (seit 1993)
- Public Key Cryptography PKC (seit 1998)
- Cryptographic Hardware and Embedded Systems CHES (seit 1999)
- Theory of Cryptography TCC (seit 2004)

### Sonstige regelmäßige kryptologische Konferenzen oder Workshops
- Applied Cryptography and Network Security (ACNS)
- Financial Cryptography
- Topics in Cryptology (CT-RSA)
- Indocrypt (seit 2000)
- Security in Communications Networks (SCN, seit 2006 umbenannt zu Security and Cryptography Networks)
- Selected Areas in Cryptology (SAC)
- Information Security and Cryptology (ICISC)
- Cryptography and Coding
- Western European Workshop on Research in Cryptology (seit 2005)
- Sicherheit (seit 2003)
- Kryptotag (seit 2005)
- HistoCrypt (seit 2018)

### Regelmäßige Konferenzen zu verwandten Themen
- Information Security Workshop (IWS)
- Secure Networking (CQRE)
- Information Security and Privacy (ACISP)
- Information and Communications Security (ICICS)
- European Symposium on Research in Computer Security (ESORICS)
- Fault Diagnosis and Tolerance in Cryptography (FDTC)
- Privacy Enhancing Technologies Symposium (PETS)
- Usenix Security Symposium (USENIX Security)
- IEEE Symposium on Security and Privacy (S&P)